# Baciyelmo

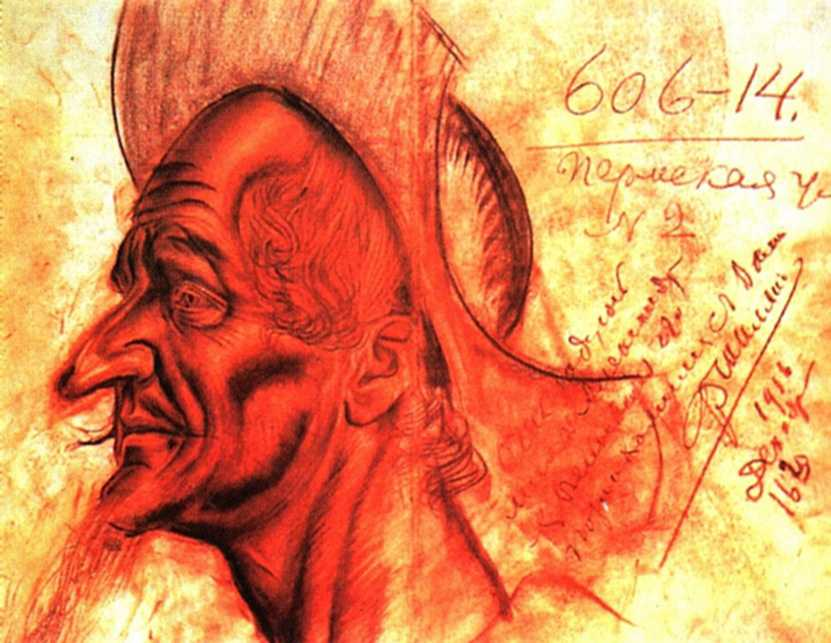
Don Quijote con el Baciyelmo, obra de Yakovlev Shalyapin.

Baciyelmo es un neologismo cervantino de 1605, "contracción de bacía + yelmo".  
El término es una invención de Sancho en la primera parte del Quijote (cap. 44) que resume la doble naturaleza del objeto (yelmo encantado y mítico y bacía de barbero): "-En eso no hay duda -dijo a esta sazón Sancho-; porque desde que mi señor le ganó hasta agora no ha hecho con él más de una batalla, cuando libró a los sin ventura encadenados; y si no fuera por este baciyelmo, no lo pasara entonces muy bien, porque hubo asaz de pedradas en aquel trance".

## Interpretaciones y simbolismos
En algunas interpretaciones simbólicas o filosóficas del Quijote, el baciyelmo es considerado como símbolo de una actitud valiente y comprometida al unir dos mundos enfrentados: la ficción y la realidad, pero la mayoría de la crítica cervantista a partir de los estudios del crítico Martín de Riquer, en su Aproximación al Quijote, sostiene que el baciyelmo es una 'toma de posición del autor que defiende la coexistencia religiosa en España'. Por su parte, el psiconalista Sigmund Freud expone en Tótem y tabú las connotaciones sexuales del baciyelmo.